# Kreisbahn Emden–Pewsum–Greetsiel
| Ehemaliges Bahnhofsgebäude Greetsiel |                     |                                     |                                     |
| Kursbuchstrecke (DB): | ex 223c             |                                     |                                     |
| Kursbuchstrecke: | 223c (1946)         |                                     |                                     |
| Streckenlänge: | 22,8 km             |                                     |                                     |
| Spurweite: | 1000 mm (Meterspur) |                                     |                                     |
| |                     |                                     |                                     |
| \| \| 22,8 \| Greetsiel \| Greetsiel \| \| \| 21,3 \| Hauen \| Hauen \| \| \| 20,0 \| Pilsum \| Pilsum \| \| \| 18,9 \| Sloet \| Sloet \| \| \| 16,9 \| Manslagt \| Manslagt \| \| \| 15,1 \| Groothusen Mühle \| Groothusen Mühle \| \| \| 14,2 \| Groothusen \| Groothusen \| \| \| 13,2 \| Woquard \| Woquard \| \| \| 12,4 \| Pewsum \| Pewsum \| \| \| 11,8 \| Canum \| Canum \| \| \| 9,3 \| Freepsum \| Freepsum \| \| \| 7,7 \| Groß-Midlum \| Groß-Midlum \| \| \| 5,4 \| Hinte \| Hinte \| \| \| 3,5 \| Harsweg \| Harsweg \| \| \| 0,0 \| Emden Kreisbf Übergang zum Staatsbf \| Emden Kreisbf Übergang zum Staatsbf \| |                     |                                     |                                     |
| Kopfbahnhof Streckenanfang (Strecke außer Betrieb) | 22,8                | Greetsiel                           | Greetsiel                           |
| Haltepunkt / Haltestelle (Strecke außer Betrieb) | 21,3                | Hauen                               | Hauen                               |
| Bahnhof (Strecke außer Betrieb) | 20,0                | Pilsum                              | Pilsum                              |
| Haltepunkt / Haltestelle (Strecke außer Betrieb) | 18,9                | Sloet                               | Sloet                               |
| Haltepunkt / Haltestelle (Strecke außer Betrieb) | 16,9                | Manslagt                            | Manslagt                            |
| Haltepunkt / Haltestelle (Strecke außer Betrieb) | 15,1                | Groothusen Mühle                    | Groothusen Mühle                    |
| Haltepunkt / Haltestelle (Strecke außer Betrieb) | 14,2                | Groothusen                          | Groothusen                          |
| Haltepunkt / Haltestelle (Strecke außer Betrieb) | 13,2                | Woquard                             | Woquard                             |
| Bahnhof (Strecke außer Betrieb) | 12,4                | Pewsum                              | Pewsum                              |
| Haltepunkt / Haltestelle (Strecke außer Betrieb) | 11,8                | Canum                               | Canum                               |
| Haltepunkt / Haltestelle (Strecke außer Betrieb) | 9,3                 | Freepsum                            | Freepsum                            |
| Haltepunkt / Haltestelle (Strecke außer Betrieb) | 7,7                 | Groß-Midlum                         | Groß-Midlum                         |
| Haltepunkt / Haltestelle (Strecke außer Betrieb) | 5,4                 | Hinte                               | Hinte                               |
| Haltepunkt / Haltestelle (Strecke außer Betrieb) | 3,5                 | Harsweg                             | Harsweg                             |
| Kopfbahnhof Streckenende (Strecke außer Betrieb) | 0,0                 | Emden Kreisbf Übergang zum Staatsbf | Emden Kreisbf Übergang zum Staatsbf |

Die Kreisbahn Emden–Pewsum–Greetsiel war eine 23 Kilometer lange, meterspurige Kleinbahn in Ostfriesland, welche ursprünglich ein Eigenbetrieb des Landkreises Emden in Ostfriesland war, der 1932 größtenteils in den Landkreis Norden eingegliedert wurde.
Lokal war die Eisenbahn auch als „Jan Klein“ bekannt.

## Streckenverlauf
Die in Meterspur angelegte Kleinbahnstrecke begann im Emder Kreisbahnhof nahe dem Staatsbahnhof Emden West (heute Emden Hauptbahnhof), der 1935/36 aus der Haltestelle Larrelter Straße entstanden war.
Aus dem amtlichen Namen der Emder Station resultiert der auf der Kleinbahn benutzte Bahnpoststempel „Emden–Larrelt–Greetsiel“, der auf den 1945 nach Emden eingemeindeten Vorort Larrelt weist, wo nie ein Bahnhof bestand. Dies war lediglich eine verkürzte Schreibweise für „Emden–Larrelter Straße–Greetsiel“.
Die Strecke führte durch die Landschaft Krummhörn über Hinte und Pewsum nach Greetsiel an der Leybucht.

## Geschichte

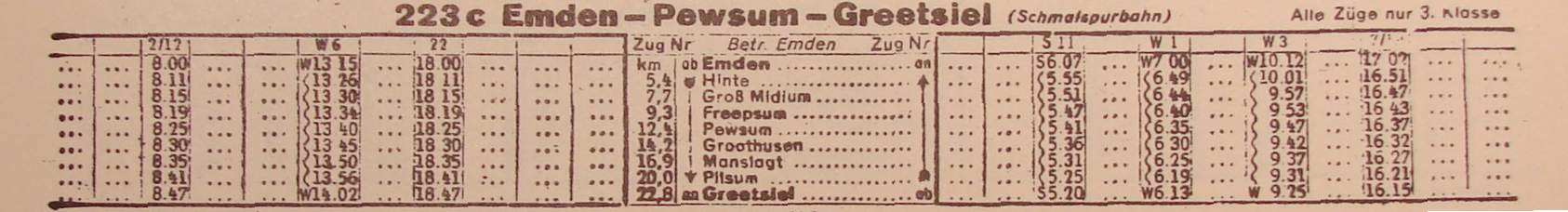
Fahrplan 1944

Der Personen- und Güterverkehr startete am 27. Juli 1899 von Emden nach Pewsum und wurde am 21. September 1906 bis Greetsiel verlängert.
Den Betrieb führte seit 1933 das Landeskleinbahnamt Hannover, das spätere Niedersächsische Landeseisenbahnamt Hannover (NLEA). Nach seiner Auflösung war ab 1. Oktober 1959 die Bentheimer Eisenbahn AG Betriebsführer.
Am 25. Mai 1963 kam es zur Einstellung des gesamten Schienenverkehrs und die Strecke wurde abgebaut. Die Kraftpost übernahm die Personenbeförderung mit Omnibussen.

## Triebfahrzeuge

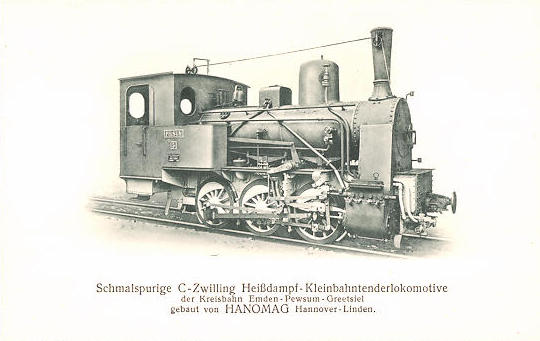
Schmalspurige C-Zwilling Heißdampf-Kleinbahntenderlokomotive gebaut von Hanomag, Hannover-Linden, Leergewicht: 16,1 t, Dienstgewicht: 20,3 t, Kennwort: Platusa

1899 gab es zwei zweiachsige Dampflokomotiven von Hanomag. 1906 wurde eine weitere zweiachsige Lokomotive von Borsig beschafft, 1907 kam die erste dreiachsige Lokomotive, ebenfalls von Borsig auf die Strecke, 1909 eine ebenfalls dreiachsige Lokomotive von Hanomag. Sie war die erste Meterspurlokomotive mit Heißdampf in Deutschland.
1920 wurde eine vierachsige Lokomotive von Hanomag beschafft, die die ersten zweiachsigen Lokomotiven ablöste. Schließlich 1926 als letzte Neubeschaffung eine 1’C-Lokomotive von AEG. 1949 wurde noch eine zweiachsige Lokomotive von der Kleisbahn Leer–Aurich–Wittmund übernommen.
Das Dieselzeitalter begann 1934 mit dem Triebwagen T 1 der Waggonfabrik Wismar, dieser Triebwagen ist bis heute erhalten. 1950 und 1953 wurden zwei Triebwagen von DWK gebraucht erworben (T 60 und T 54). 1959 ein weiterer Triebwagen von Linke-Hofmann-Lauchhammer als Ersatz für den T 60.
1954 wurde die Diesellok V 30 erworben, die bis zur Einstellung der Bahn im Einsatz war.

## Spurensuche

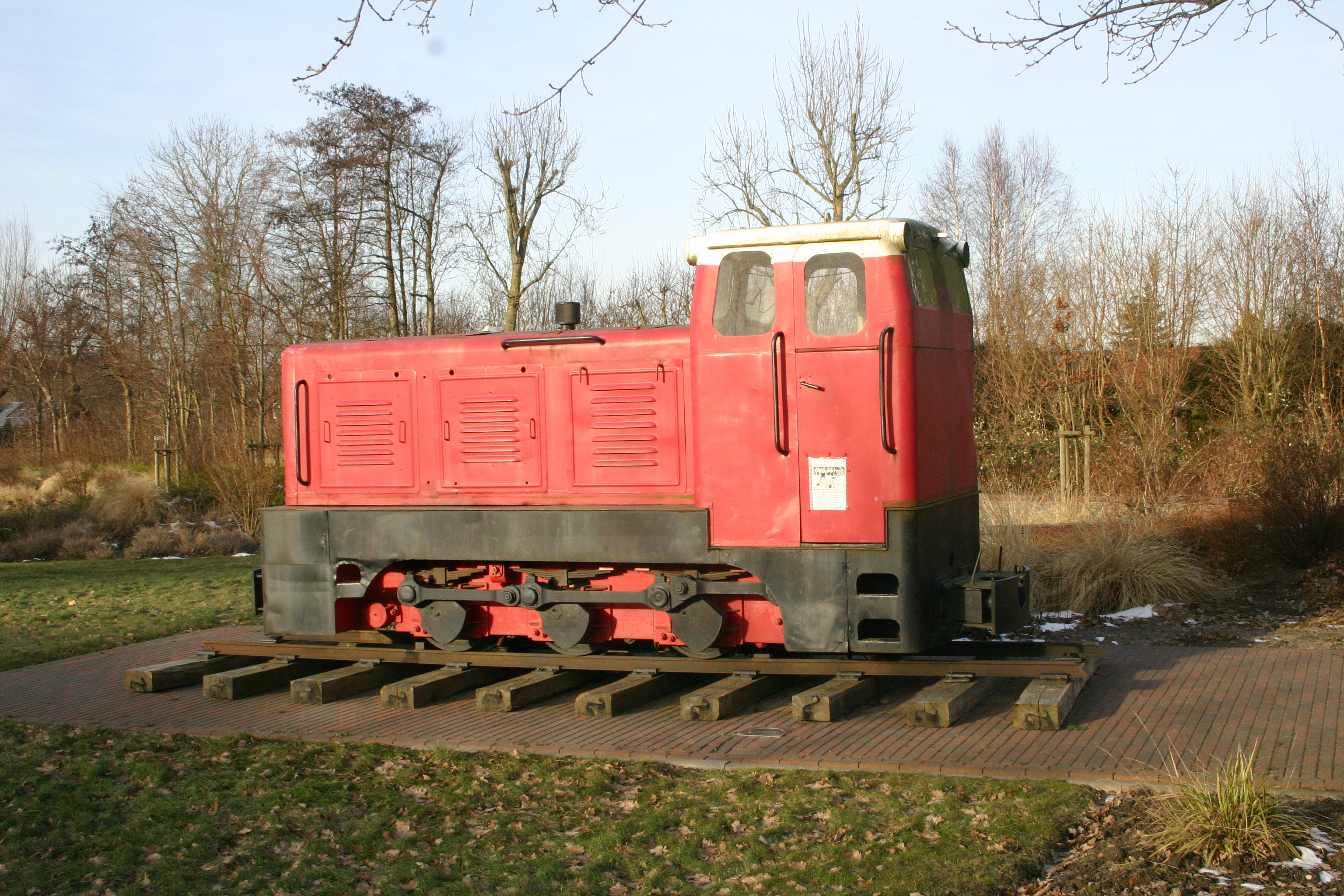
Lokdenkmal Pewsum (2010)

In Greetsiel südlich des Ortes sind neben dem Empfangsgebäude des ehemaligen Bahnhofs, in dem sich heute ein Restaurant befindet, noch weitere jetzt anderweitig genutzte Betriebsgebäude der einstigen Kleinbahn vorhanden. Die Werkstatt des Lokschuppens wird von einem Mechanikerbetrieb und der Lokschuppen von einer Gärtnerei genutzt.
In Pewsum steht seit dem 15. Oktober 2005 am Ortseingang an der ehemaligen Trasse der Bahn eine Denkmallok (LKM FNr. 250486/1969, Typ V10C, Achsfolge C-dm, Spurweite 750 Millimeter, ehemals VEB Ziegelwerke Zehdenick, seit Juli 1998 beim Münsterländischen Feldbahnmuseum, Rheine), die aber mit der ehemaligen Bahnstrecke in keinem Zusammenhang steht.
Beim Deutschen Eisenbahn-Verein in Bruchhausen-Vilsen sind der Triebwagen T1 / T61, ein Personenwagen und ein Kesselwagen der Bahn erhalten.